# Pantana adara
Pantana adara är en fjärilsart som beskrevs av Moore 1859. Pantana adara ingår i släktet Pantana och familjen tofsspinnare. Inga underarter finns listade i Catalogue of Life.